# Pchali
Pchali (gruz. ფხალი) – tradycyjne gruzińskie danie z siekanych i mielonych warzyw, przyrządzane z białej kapusty, bakłażana, szpinaku, fasoli, buraka ćwikłowego i połączone z masą z owoców orzecha włoskiego, octu, cebuli, czosnku i ziół. Do dekoracji służą owoce granatu.

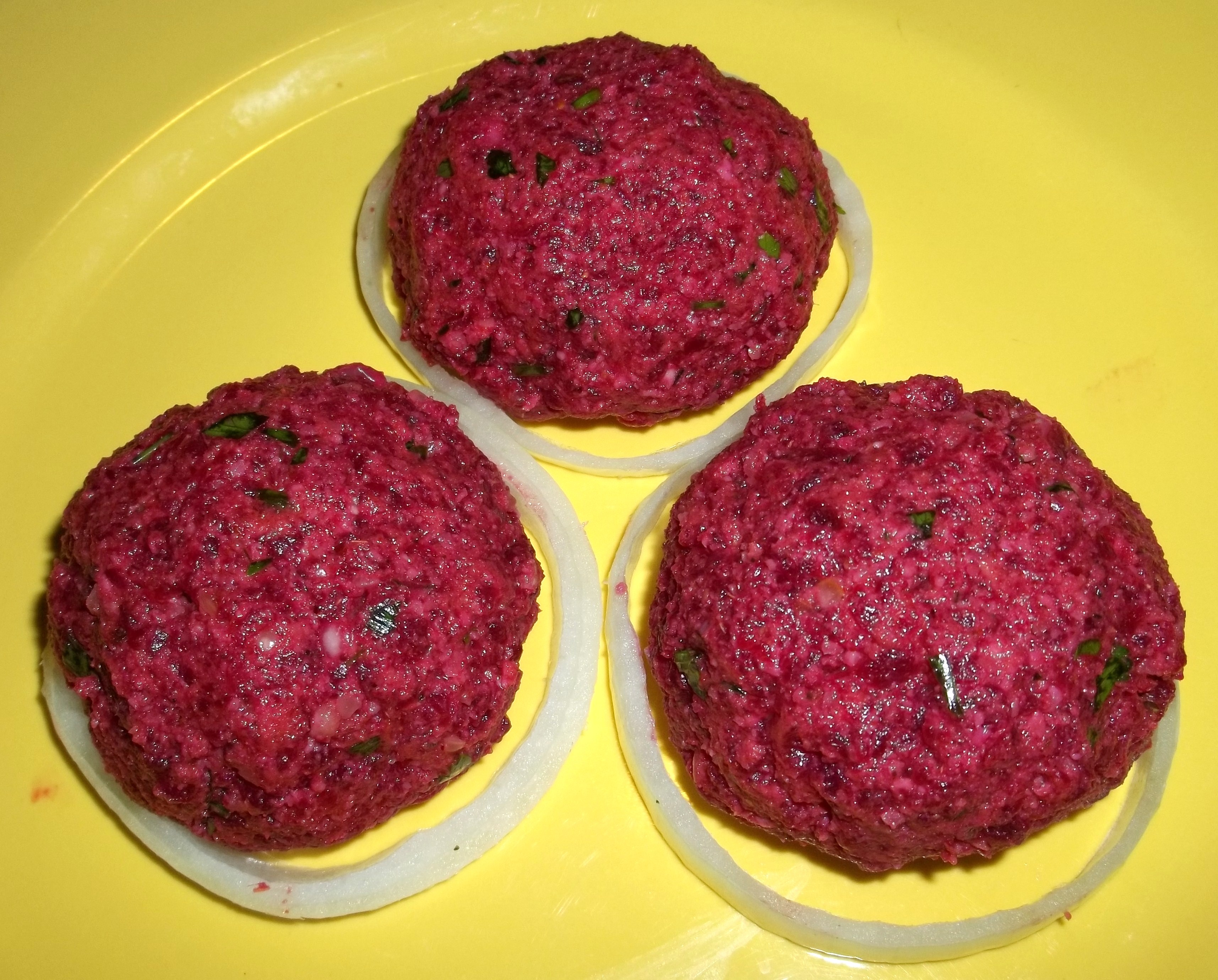
Pchali z buraka ćwikłowego
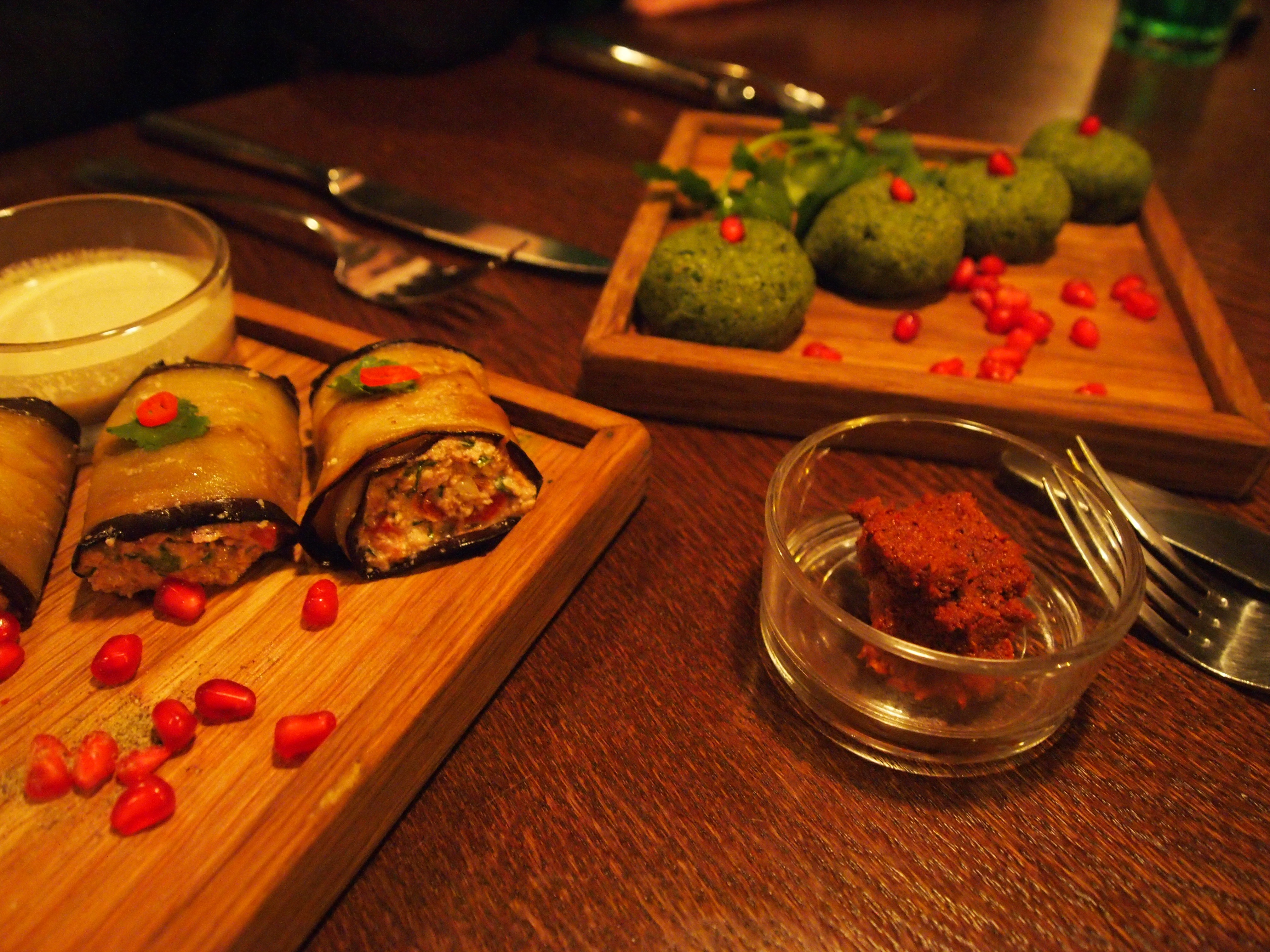
Badrijani, pchali ze szpinaku i sos adżika